# Cuno Hans von Vieregg
Cuno Hans von Vieregg (1728 – 1795) var en tysk adelsmand og dansk diplomat.
Han var søn af Frederik Vilhelm von Vieregg (1682-1735) til Wartmannshagen og Roggow og dennes anden hustru Ursula Elisabeth von Bülow til Prützen. Han blev 21. oktober 1761 regeringsråd i Oldenborg, 22. januar 1760 kammerherre og i 1768 gesandt ved rigsforsamlingen i Regensburg. 21. oktober 1774 blev han Ridder af Dannebrog.
Han døde 1795, ugift.